# Vlieghuid

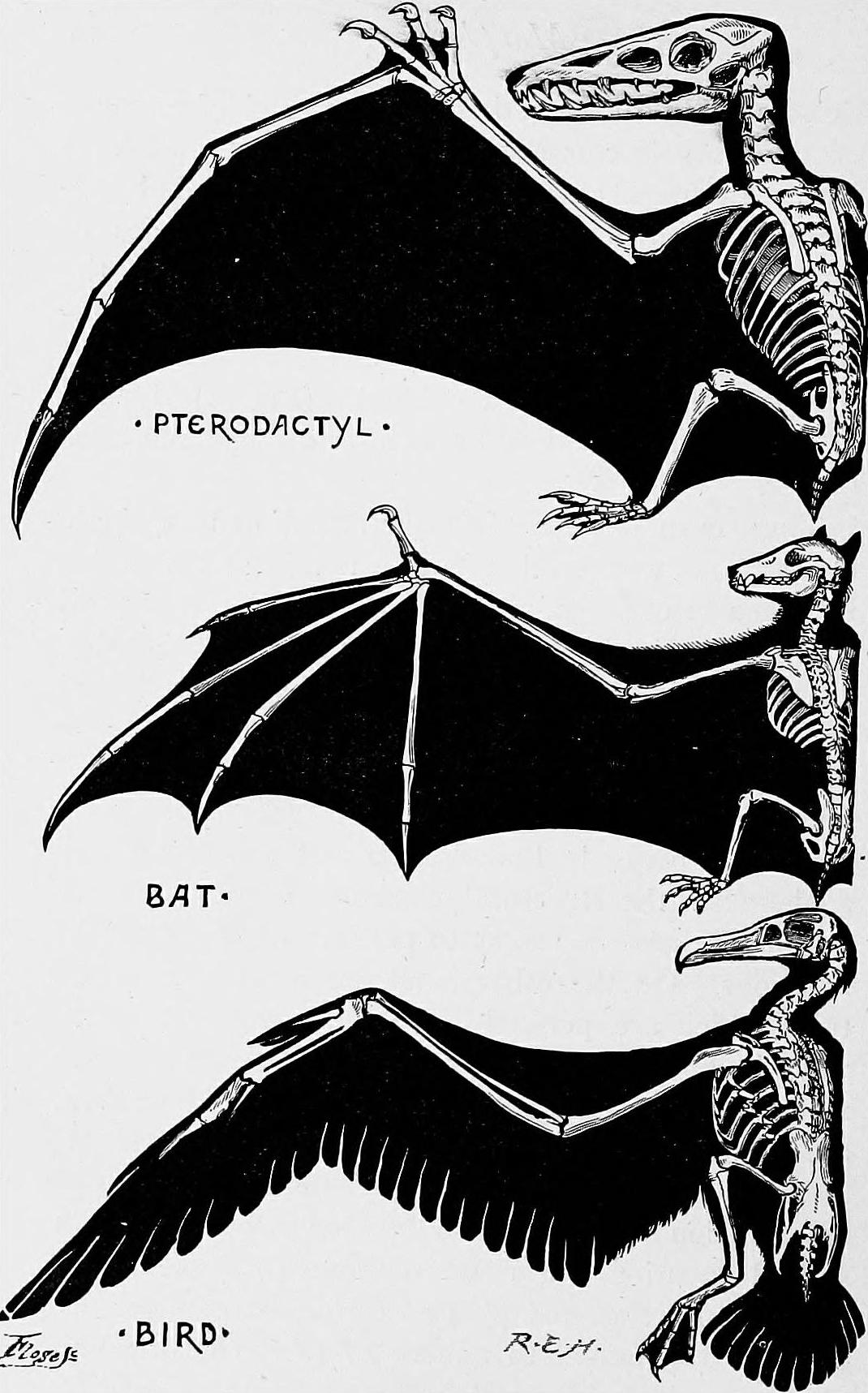
De vleugel van de uitgestorven pterosauriërs (1) en vleermuizen (2) wordt gevormd door een membraan. Het is qua functie vergelijkbaar met de vleugel van een vogel (3) die uit veren bestaat.

De vlieghuid (patagium), ook vliegmembraan genoemd, is een stuk elastische huid (met of zonder ondersteunende structuren) bij gewervelde dieren, zoals de vleermuizen, dat het oppervlak van een vleugel vormt. Het is een verlengstuk van de abdominale huid en strekt zich uit van de vingers tot het achterwerk of de staart.
- propatagium tussen de zijkant van de nek en de voorpoot
- plagiopatagium tussen de voor- en de achterpoot
- uropatagium tussen de achterpoot en de staart.

Bij vliegende katten wordt van een zweefhuid gesproken.